# Cleveland Browns 2017
La stagione 2017 dei Cleveland Browns è stata la 69ª della franchigia, la 65ª nella National Football League e la seconda con Hue Jackson come capo-allenatore. Avendo terminato col peggior record della lega nella stagione precedente (1-15), i Browns erano in possesso della prima scelta assoluta nel Draft NFL 2017, con cui scelsero il defensive end da Texas A&M Myles Garrett.
I Browns sono stati la prima squadra ad essere matematicamente eliminata dalla corsa ai playoff nella settimana 12, estendendo il loro record di franchigia con la 15ª stagione consecutiva senza raggiungere la post-season. La squadra ha terminato al quarto e ultimo posto della AFC North per la settima stagione consecutiva e concluderà la decima stagione consecutiva con un record negativo. Con la sconfitta nel penultimo turno contro i Chicago Bears, i Browns si sono assicurati il peggior record della lega per il secondo anno consecutivo, ottenendo nuovamente la prima scelta assoluta nel Draft NFL 2018. La settimana seguente la squadra è diventata la seconda della storia a terminare con un bilancio di 0-16 dopo i Detroit Lions del 2008.

## Scelte nel Draft 2017
| Scelte dei Browns nel Draft 2017 |        |                  |       |                      |
| Giro                             | Scelta | Giocatore        | Ruolo | College              |
| 1                                | 1      | Myles Garrett    | DE    | Texas A&M            |
| 1                                | 25     | Jabrill Peppers  | S     | Michigan             |
| 1                                | 29     | David Njoku      | TE    | Miami                |
| 2                                | 52     | DeShone Kizer    | QB    | Notre Dame           |
| 3                                | 65     | Larry Ogunjobi   | DT    | Charlotte            |
| 4                                | 126    | Howard Wilson    | CB    | Houston              |
| 5                                | 160    | Roderick Johnson | OT    | Florida State        |
| 6                                | 185    | Caleb Brantley   | DT    | Florida              |
| 7                                | 224    | Zane Gonzalez    | K     | Arizona State        |
| 7                                | 252    | Matt Dayes       | RB    | North Carolina State |

## Staff
| Staff dei Cleveland Browns nel 2017 |
| --- |
| Organi dirigenziali - Proprietario: Jimmy Haslam - Presidente: Alec Scheiner - General manager: Paul DePodesta - Direttore del personale dei giocatori – Jon Sandusky - Vice presidente del personale dei giocatori – Morocco Brown - Consulente speciale – Jim Brown Capo allenatore - Hue Jackson Altri allenatori - Forza e condizione – Paul Ricci - Assistente forza e condizione – Mike Wolf - Assistente forza e condizione – Derik Keyes Allenatori dell'attacco - Coordinatore offensivo: John DeFilippo - Quarterback – Dowell Loggains - Running Back – Wilbert Montgomery - Wide Receiver – Mike McDaniel - Tight End – Brian Angelichio - Offensive Line – Andy Moeller - AssistenteOffensive Line – George DeLeone - Controllo qualità offensiva – Richard Hightower - Assistente offensivo senior – Jimmy Raye II - Assistente speciale del capo allenatore – Steve Gera Allenatori della difesa - Coordinatore difensivo – Jim O'Neil - Defensive Line – Anthony Weaver - Linebacker – Chuck Driesbach - Assistente linebacker – Brian Fleury - Defensive back – Jeff Hafley - Assistente defensive back – Bobby Babich - Assistente defensive back – Aaron Glenn - Controllo qualità difensiva – Tony Tuioti Allenatori dello special team - Coordinatore dello Special Team: Chris Tabor - Assistente dello Special Team: Shawn Mennenga |

## Roster
| Roster dei Cleveland Browns nel 2017 |
| --- |
| Quarterback - 8 Kevin Hogan - 6 Cody Kessler - 7 DeShone Kizer Running Back - 34 Isaiah Crowell - 27 Matthew Dayes - 29 Duke Johnson - 40 Danny Vitale FB Wide Receiver - 12 Josh Gordon - 18 Kenny Britt - 10 Sammie Coates - 19 Corey Coleman - 81 Rashard Higgins - 80 Ricardo Louis Tight End - 87 Seth DeValve - 85 David Njoku - 86 Randall Telfer Offensive Linemen - 75 Joel Bitonio G - 72 Shon Coleman T - 66 Spencer Drango G - 78 Roderick Johnson T - 63 Marcus Martin G - 62 Austin Reiter C - 79 Zach Sterup T - 73 Joe Thomas T - 64 J.C. Tretter C - 70 Kevin Zeitler G Defensive Linemen - 99 Caleb Brantley DT - 93 Trevon Coley DT - 95 Myles Garrett DE - 91 Tyrone Holmes DE - 98 Jamie Meder DT - 94 Carl Nassib DE - 90 Emmanuel Ogbah DE - 65 Larry Ogunjobi DT - 44 Nate Orchard DE - 55 Danny Shelton DT Linebacker - 54 Dominique Alexander OLB - 52 James Burgess OLB - 51 Jamie Collins OLB - 58 Christian Kirksey OLB - 53 Joe Schobert MLB Defensive Back - 20 Briean Boddy-Calhoun CB - 26 Marcus Burley CB - 24 Ibraheim Campbell FS - 28 Darius Hillary CB - 30 Derrick Kindred SS - 35 Jason McCourty CB - 43 Kai Nacua SS - 22 Jabrill Peppers FS/RS - 25 Calvin Pryor FS - 21 Jamar Taylor CB Special Team - 4 Britton Colquitt P - 5 Zane Gonzalez K - 47 Charley Hughlett LS Lista delle riserve - 67 Chris Barker G (IR) - 59 Tank Carder MLB (IR) - 36 Justin Currie FS (IR) - 33 Darius Jackson RB (IR) - 71 Matt McCants T (IR) - 39 Ed Reynolds FS (IR) - 31 Brandon Wilds RB (IR) - 35 Howard Wilson CB (PUP) 53 attivi, 9 inattivi, 0 free agent |
| Legenda - I rookie sono in corsivo. - Il primo ruolo è il principale mentre gli eventuali successivi indicano i ruoli secondari. - (IR) sta per Injured Reserve ed indica la lista ristretta per un solo giocatore infortunato che può tornare ad allenarsi dopo la settimana 6 e a rientrare in prima squadra dopo che questa ha giocato 8 partite. - (NF-Inj.) / (NF-Ill.) stanno rispettivamente per Non-Football Injured e Non-Football Illness ed indicano le liste dove viene inserito un giocatore che ha un infortunio o una malattia non dipendente dal football americano. - (PUP) sta per Physically Unable to Perform ed indica la lista dove viene inserito un giocatore mentre è in attesa di recuperare la condizione fisica. Nella stagione regolare dopo la sesta partita giocata dalla propria squadra, il giocatore ha tempo tre settimane per riprendere ad allenarsi, più tre settimane aggiuntive dal suo rientro agli allenamenti per rientrare in prima squadra. |

## Calendario
Il calendario della stagione è stato annunciato il 20 aprile 2017.
| Turno | Data               | Avversario              | Risultato          | Record             | Stadio                      | NFL.com recap      |
| ----- | ------------------ | ----------------------- | ------------------ | ------------------ | --------------------------- | ------------------ |
| 1     | 10/9               | Pittsburgh Steelers     | S 18–21            | 0–1                | FirstEnergy Stadium         | Recap              |
| 2     | 17/9               | at Baltimore Ravens     | S 10–24            | 0–2                | M&T Bank Stadium            | Recap              |
| 3     | 24/9               | at Indianapolis Colts   | S 28–31            | 0–3                | Lucas Oil Stadium           | Recap              |
| 4     | 1/10               | Cincinnati Bengals      | S 7–31             | 0–4                | FirstEnergy Stadium         | Recap              |
| 5     | 8/10               | New York Jets           | S 14–17            | 0–5                | FirstEnergy Stadium         | Recap              |
| 6     | 15/10              | at Houston Texans       | S 17–33            | 0–6                | NRG Stadium                 | Recap              |
| 7     | 22/10              | Tennessee Titans        | S 9–12 (DTS)       | 0–7                | FirstEnergy Stadium         | Recap              |
| 8     | 29/10              | Minnesota Vikings       | S 16–33            | 0–8                | Twickenham Stadium (Londra) | Recap              |
| 9     | Settimana di pausa | Settimana di pausa      | Settimana di pausa | Settimana di pausa | Settimana di pausa          | Settimana di pausa |
| 10    | 12/11              | at Detroit Lions        | S 24–38            | 0–9                | Ford Field                  | Recap              |
| 11    | 19/11              | Jacksonville Jaguars    | S 7–19             | 0–10               | FirstEnergy Stadium         | Recap              |
| 12    | 26/11              | at Cincinnati Bengals   | S 16–30            | 0–11               | Paul Brown Stadium          | Recap              |
| 13    | 3/12               | at Los Angeles Chargers | S 10–19            | 0–12               | StubHub Center              | Recap              |
| 14    | 10/12              | Green Bay Packers       | S 21–27 (DTS)      | 0–13               | FirstEnergy Stadium         | Recap              |
| 15    | 17/12              | Baltimore Ravens        | S 10–27            | 0–14               | FirstEnergy Stadium         | Recap              |
| 16    | 24/12              | at Chicago Bears        | S 3–20             | 0–15               | Soldier Field               | Recap              |
| 17    | 31/12              | at Pittsburgh Steelers  | S 24–28            | 0–16               | Heinz Field                 | Recap              |

Note
- Gli avversari della propria division sono in grassetto.

## Premi individuali

### Pro Bowler
Nessun giocatore dei Browns è stato inizialmente convocato per il Pro Bowl 2018. Successivamente, dopo la defezione per infortunio di Ryan Shazier, è stato chiamato il linebacker al secondo anno Joe Schobert che aveva guidato la NFL a pari merito con 144 tackle.